# Франціско Мейра Ґаррідо
Франціско Мейра Ґаррідо (ісп. Francisco Mera Garrido) — іспанський, андалузький медик та підприємець, президент футбольного клубу «Кадіс КФ» із міста Кадіс. Після поспішного об'єднання з клубом «КД Еркулес Ґадітано» (CD Hércules Gaditano), він став, 14 за ліком, і наймолодшим президентом головного футбольного клубу побережжя Кадіської затоки.

## Життєпис
Франціско Мейра Ґаррідо був з-поміж андалузької інтелігенції, і в часі найглибшого фінансового кризу в кадійському футболі — він перебував на керівних посадах в адміністративному штаті клубу. Тому коли очільники «Кадіс КФ» та муніципалітет ставши перед дилемою краху: розпаду клубу чи спасіння — звернулися до військових за допомогою, запросивши Селестіно Руїс Сайнц де Сантамарія в його акціонери-партнери, а пізніше, ще й обрали президентом клубу, то в помічники йому долучили Франціско Мейра Ґаррідо. Але військові справи та невдалий старт команди призвів до відставки військових та поглиблення кризи, тому в поспіху запросили очолити клуб саме Франціско Мейру, який вже мав досвід роботи з цим колективом.
Головний набуток Франціско Мейри в клубі: утримання на плаву «КД Сосьєдад Еркулес де Кадіс КФ» (CF Sociedad Hercules de Cádiz CF), хоча відносно турнірного становища, то вони так і не вибралися зі стану аутсайдерів. Додатково, «ославилися» кадісці на фініші сезону, коли у фінальному єдиноборстві за виживання в лізі, вони, програвши «африканцям» «Мелілья» (Melilla), примудрилися ще й отримати дисциплінарні покарання, за рукоприкладство до судді матчу одним із гравців команди та безчинства на стадіоні. А це ще й потягнуло за собою покарання для очільника клубу, Франціско Мейру відлучили від футболу.
Провальна кінцівка сезону 1942-43 років під наставництвом граючого тренера Сантьяго Буїрія (Santiago Buiría), коли внаслідок реорганізації Сегунди, їм не вдалося зачепитися за рятівне місце й понизилися до класу Терсери — все це призвело до фінасово-ресурсного краху в клубі. Впродовж сезону чимало сосіос та акціонерів відвернулися від команди, а за ними й покинули клуб перспективні виконавці, тому грати в щойно сформованій Терсері, навіть не було кому. Відтак поєднавши «геркулесців» та «кадісців» й залишивши місцевого ветерана на тренерській лавці, Селестіно Руїс Сайнц де Сантамарія відновив надії на сезон 1943-44 років. На жаль, гравці не були ще зіграні — тому команда провалила стартовий відрізок. Незадоволені таким результатом акціонери клубу вирішили долучити до президентства місцевого управлінця, а полковник поступово віддалився від команди. Але команду у весняний період знову залихоманило, а завершальний турнір за виживання розставив всі крапки над «і» — безславний виліт до регіональної ліги.
Після полишення поста президента клубу, Франціско Мейра Ґаррідо повернувся до своєї медичної практики, та продовжив своє сприяння спорту в Кадісі. Відомий в краї медик практик та експериментатор отримував нагороди та визнання від кадісців.